# Eithne
Eithne [ˈɛ.nʲə] ist ein weiblicher Vorname.

## Herkunft und Bedeutung
Der Name Eithne ist irischer Herkunft. Zwei Herleitungen kommen in Frage: Einerseits kann der Name auf das gälische eithne „Kern“, „Getreidekorn“ zurückgehen, andererseits kann es sich um eine weibliche Variante von Aidan handeln.

## Verbreitung
Der Name Eithne ist in erster Linie in Irland verbreitet. In den 1960er Jahren war der Name dort noch relativ geläufig (Rang 126, Stand 1964), jedoch sank die Popularität seitdem stark, sodass er zuletzt nur noch ausgesprochen selten vergeben wurde.

## Varianten
- Anglisiert: Etney
- Irisch: Aithne, Ena, Enya, Ethna, Eithna
- Latinisiert: Ethnea
- Mythologie: Ethne, Ethniu
- Walisisch: Ethni

## Namensträger
- Eithne Ní Bhraonáin (* 1961), irische Sängerin, bekannt unter ihrem Künstlernamen Enya